# جیمز استاوریدیس
جیمز استاوریدیس (انگلیسی: James G. Stavridis؛ زادهٔ ۱۵ فوریهٔ ۱۹۵۵) ادمیرال بازنشسته نیروی دریایی ایالات متحده آمریکا است، که در فاصله سال‌های ۲۰۰۹ تا ۲۰۱۳ به‌عنوان شانزدهمین فرمانده عالی متفقین اروپا فعالیت می‌کرد. وی هم‌اکنون از اعضای هیئت مدیره گروه کارلایل و رئیس هیئت مدیره بنیاد راکفلر است.
استاوریدیس فعالیت نظامی را از سال ۱۹۷۶ در نیروی دریایی آمریکا آغاز کرد، از ۱۹۹۳ تا ۱۹۹۵ فرمانده ناوشکن یواس‌اس بری بود، از ۲۰۰۶ تا ۲۰۰۹ به‌عنوان فرمانده ستاد فرماندهی جنوبی ایالات متحده آمریکا فعالیت می‌کرد و از ۲۰۰۹ تا ۲۰۱۳ فرماندهی اروپایی ایالات متحده آمریکا را برعهده داشت.